# Eugenol
Az eugenol (kémiai nevén 2-metoxi-4-(2-propenil)fenol ; C10H12O2) szerves vegyület, színtelen vagy halványsárga, olajszerű folyadék. Allilbenzolok családjába tartozó, allillánc-szubsztituált gvajakol. Az eugenol összetevőként egyes illóolajokban található, mint például szegfűszegolaj, szerecsendióolaj, fahéjolaj és babérolaj. Kellemes, fűszeres illata van, ami a szegfűszegre emlékeztet.

## Fordítás
Ez a szócikk részben vagy egészben  az   Eugenol című angol Wikipédia-szócikk ezen változatának fordításán alapul.  Az eredeti cikk szerkesztőit annak laptörténete sorolja fel. Ez a jelzés csupán a megfogalmazás eredetét és a szerzői jogokat jelzi, nem szolgál a cikkben szereplő információk forrásmegjelöléseként.